# Azzano Decimo
Pour les articles homonymes, voir Azzano.
Azzano Decimo est une commune de la province de Pordenone, dans la région Frioul-Vénétie Julienne, en Italie.

## Géographie

### Hameaux et lieux-dits
Corva, Fagnigola, Tiezzo, Case Vecchies et Case Corazza.

### Communes limitrophes
Chions, Fiume Veneto, Pasiano di Pordenone, Pordenone et Pravisdomini.

## Administration
| Période                                  | Période | Identité | Étiquette | Qualité |
| ---------------------------------------- | ------- | -------- | --------- | ------- |
|                                          |         |          |           |         |
| Les données manquantes sont à compléter. |         |          |           |         |